# Bas-Rhin
Bas-Rhin je francouzský departement ležící v regionu Grand Est. Pojmenovaný je podle řeky Rýn (v překladu Dolní Rýn). Hlavní město je Štrasburk (Strasbourg).

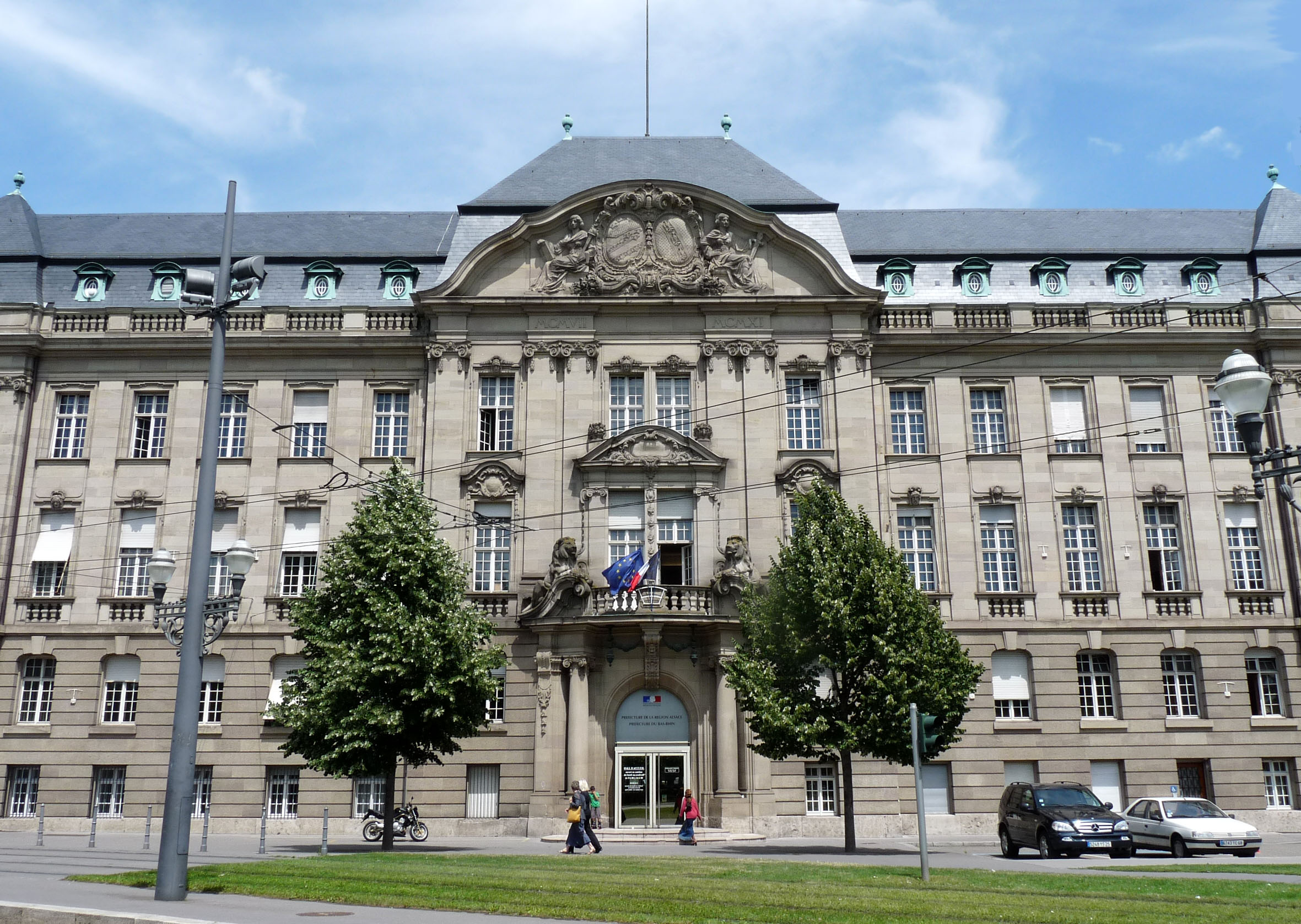
Sídlo prefektury ve Štrasburku

## Historie
Území departementu Bas-Rhin bylo součástí někdejší říšské země Alsasko-Lotrinsko.
V roce 2021 je jedním ze tří departementů Alsaska-Moselska, které jsou specifické místními zákony v rámci Francie.

## Bas-Rhin a Haut-Rhin
Haut-Rhin a Bas-Rhin se sloučily do tzv. Collectivité territoriale k 1. lednu 2021, pod názvem Collectivité européenne d'Alsace.

## Arrondisementy
- Haguenau-Wissembourg
- Molsheim
- Saverne
- Sélestat-Erstein
- Štrasburk